# Pietro di Giovanni d'Ambrogio

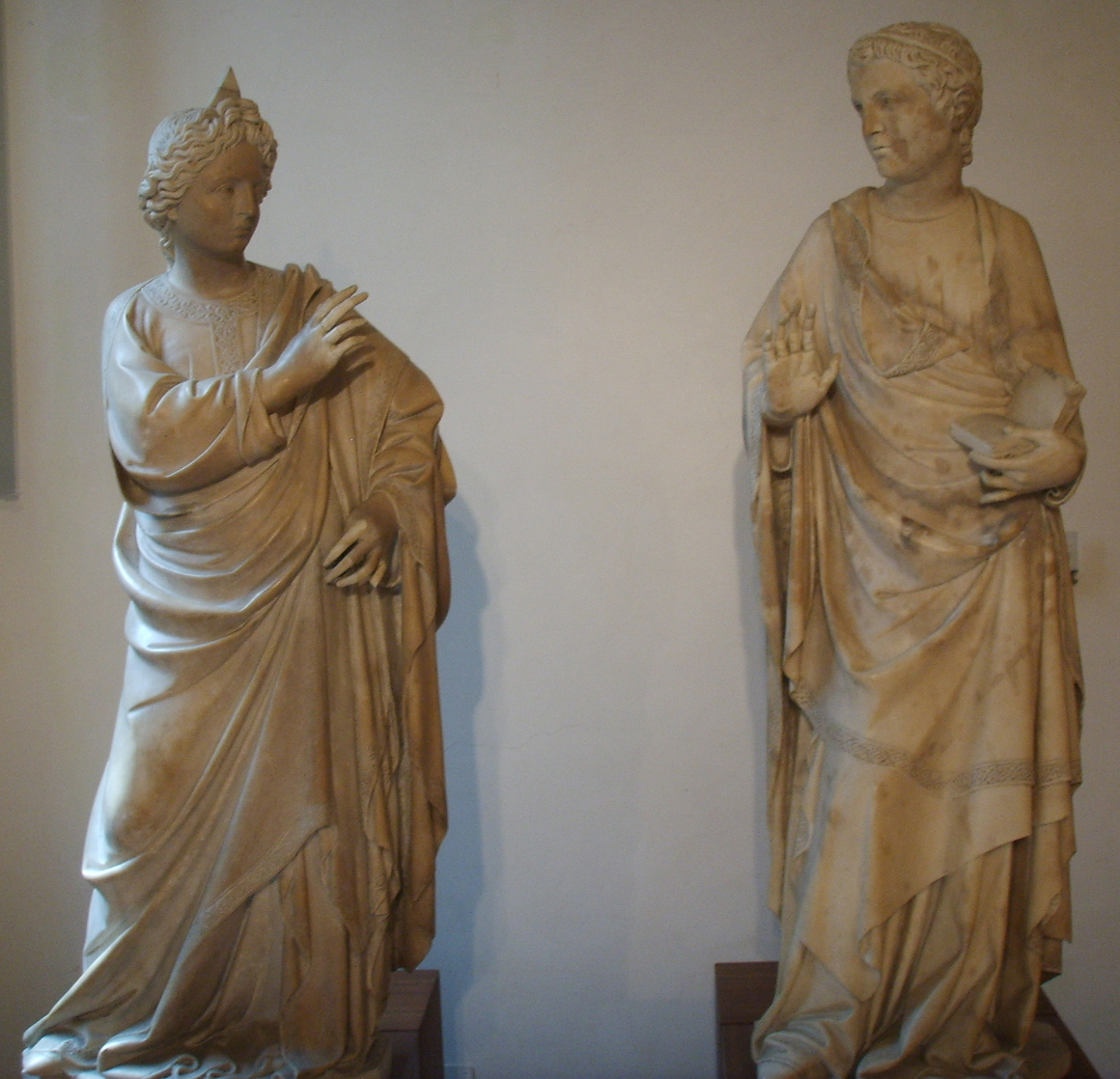
Personnages de lAnnonciation

Pietro di Giovanni d'Ambrogio ou Giovanni d'Ambrogio est un sculpteur et un architecte de l'école florentine de la fin du XIVe et du début du XVe siècle, actif à Florence entre 1382 et 1418.

## Biographie
Pietro di Giovanni d'Ambrogio est repéré également comme artiste de l'école siennoise car on le trouve avec Domenico di Bartolo à Sienne, où ils côtoient Vecchietta qui exécute ses fresques de la Vision de Santa Sorore (1441) à l'hôpital Santa Maria della Scala.
De lui, restent des œuvres à Florence et dans la Basilique Sainte-Marie-du-Trastevere de Rome, comme la tombe du cardinal Philippe d'Alençon.
Il participe au dessin de l'élaboration du grand portail en bandes bichromes de l'église San Lorenzo de Prato (réalisé en 1412-1413) avec Niccolò di Piero Lamberti.

## Œuvres
- Au Museo dell'Opera del Duomo (Florence) :
  - Statue d'Ange de l'Annonciation (~1397)
  - Statue de Vierge de l'Annonciation (~1397)

## Ne pas confondre
On ne doit pas confondre Pietro di Giovanni d'Ambrogio avec :
- Giovanni d'Ambrogio, qui était un architecte, auteur des échafaudages de la cathédrale Santa Maria del Fiore en 1366.
- Un autre artiste nommé précisément aussi Pietro di Giovanni d'Ambrogio, peintre celui-là, actif au début du XIVe siècle et dont le musée du Louvre (Paris) a acquis en 1984 deux panneaux :
  - La Prédication de saint Barthélémy
  - La Décapitation de saint Barthélémy
ainsi qu'un troisième qui lui est seulement attribué : La Vierge et l'Enfant entourés d'anges